# Список птиц Шри-Ланки
Шри-Ланка — это тропический остров, расположенный недалеко от южной оконечности Индии. Орнитофауна Шри-Ланки очень богата своим разнообразием где было зарегистрировано 505 видов. Помимо многочисленных местных птиц, значительное число мигрирующих видов зимует в этой стране, чтобы покинуть свои северные гнездовые угодья.
26 видов являются эндемиками. Другие местные виды также обитают на соседнем материке, но более 80 из них развились в отдельные расы Шри-Ланки. Некоторые из этих рас сильно отличаются по своим характеристикам оперения от родственных форм в Индии. 26 видов находятся под угрозой исчезновения в глобальном масштабе.
Распространение птиц в Шри-Ланке во многом определяется ее климатическими зонами. Сухая зона — самая большая из трех, охватывающая более половины острова, с длительным сухим и жарким периодом и только одним муссоном (северо-восточный муссон с октября по январь). Влажная зона с двумя муссонами находится в юго-западной части острова, где находятся немногие оставшиеся дождевые леса и высокая влажность воздуха. Центральная горная зона возвышается более чем на 2450 м (8-10 000 футов) и имеет прохладный умеренный климат. Большинство из 26 эндемичных видов ограничены влажной и горной зонами, и лишь немногие распространяются и на сухую зону.
Последние обновления и информацию о наблюдениях можно получить на веб-сайте Полевой орнитологической группы Шри-Ланки. Следующий список подготовлен в соответствии с Иллюстрированным руководством по птицам Шри-Ланки Sarath Kotagama и Gamini Ratnavira 2010 года. Дополнительные обновления следуют The Clements Checklist of Birds of the World, выпуск 2019 года.
Следующие теги были использованы для выделения нескольких категорий. Часто встречающиеся местные виды не подпадают ни под одну из этих категорий.
- (A) Accidental — вид, который редко или случайно встречается на Шри-Ланки.
- (E) Endemic — вид, эндемичный для Шри-Ланки.
- (I) Introduced — вид, завезённый на Шри-Ланки в результате прямых или косвенных действий человека.

## Утки, гуси и водоплавающие птицы
Отряд: Гусеобразные   Семейство: Утиные
| Изображение   | Общепринятое название     | Научное название            | Подвид                             | Статус        | Код МСОП          |
| ------------- | ------------------------- | --------------------------- | ---------------------------------- | ------------- | ----------------- |
|               | Шилохвость                | Anas acuta                  |                                    |               | Вид вне опасности |
|               | Чирок-свистунок           | Anas crecca                 |                                    |               | Вид вне опасности |
|               | Кряква                    | Anas platyrhynchos          | Anas platyrhynchos platyrhynchos   | (A)           | Вид вне опасности |
|               | Пестроносая кряква        | Anas poecilorhyncha         | Anas poecilorhyncha poecilorhyncha |               | Вид вне опасности |
|               | Серый гусь                | Anser anser                 | Anser anser rubrirostris           | (A)           | Вид вне опасности |
| male · male   | Красноголовый нырок       | Aythya ferina               |                                    | (A)           | Уязвимый вид      |
|               | Хохлатая чернеть          | Aythya fuligula             |                                    | (A)           | Вид вне опасности |
|               | Рыжая свистящая утка      | Dendrocygna bicolor         |                                    | (A)           | Вид вне опасности |
|               | Малая свистящая утка      | Dendrocygna javanica        |                                    | Оседлая птица | Вид вне опасности |
|               | Свиязь                    | Mareca penelope             |                                    |               | Вид вне опасности |
| male · male   | Серая утка                | Mareca strepera             | Mareca strepera strepera           | (A)           | Вид вне опасности |
|               | Мраморный чирок           | Marmaronetta angustirostris |                                    | (A)           | Уязвимый вид      |
| male · female | Красноносый нырок         | Netta rufina                |                                    | (A)           | Вид вне опасности |
|               | Хлопковый блестящий чирок | Nettapus coromandelianus    |                                    | Оседлая птица | Вид вне опасности |
|               | Гребенчатая утка          | Sarkidiornis melanotos      |                                    | (A)           | Вид вне опасности |
|               | Широконоска               | Spatula clypeata            |                                    |               | Вид вне опасности |
|               | Чирок-трескунок           | Spatula querquedula         |                                    |               | Вид вне опасности |
|               | Огарь                     | Tadorna ferruginea          |                                    | (A)           | Вид вне опасности |

## Фазаны, куропатки и родственные виды
Отряд: Курообразные   Семейство: Фазановые
| Изображение | Общепринятое название          | Научное название          | Подвид                                  | Статус        | Код МСОП          |
| ----------- | ------------------------------ | ------------------------- | --------------------------------------- | ------------- | ----------------- |
|             | Черногрудый перепел            | Coturnix coromandelica    |                                         | (A)           | Вид вне опасности |
|             | Обыкновенный перепел           | Coturnix coturnix         |                                         | (A)           | Вид вне опасности |
|             | Расписной перепел              | Excalfactoria chinensis   | Excalfactoria chinensis chinensis       |               | Вид вне опасности |
|             | Расписной турач                | Francolinus pictus        |                                         |               | Вид вне опасности |
|             | Серый турач                    | Francolinus pondicerianus | Francolinus pondicerianus pondicerianus |               | Вид вне опасности |
|             | Белогорлая шпорцевая куропатка | Galloperdix bicalcarata   |                                         | Эндемик       | Вид вне опасности |
|             | Цейлонская джунглевая курица   | Gallus lafayetii          |                                         | Эндемик       | Вид вне опасности |
|             | Обыкновенный павлин            | Pavo cristatus            | Pavo cristatus singhalensis             | Оседлая птица | Вид вне опасности |
|             | Джунглевый перепел             | Perdicula asiatica        |                                         |               | Вид вне опасности |

## Фламинго
Отряд: Фламингообразные   Семейство: Фламинговые
| Изображение | Общепринятое название | Научное название     | Подвид | Статус | Код МСОП                           |
| ----------- | --------------------- | -------------------- | ------ | ------ | ---------------------------------- |
|             | Малый фламинго        | Phoenicopterus minor |        | (A)    | Вид, близкий к уязвимому положению |
|             | Обыкновенный фламинго | Phoenicopterus ruber |        |        | Вид вне опасности                  |

## Поганки
Отряд: Поганкообразные   Семейство: Поганковые
| Изображение | Общепринятое название | Научное название       | Подвид                          | Статус        | Код МСОП          |
| ----------- | --------------------- | ---------------------- | ------------------------------- | ------------- | ----------------- |
|             | Малая поганка         | Tachybaptus ruficollis | Tachybaptus ruficollis capensis | Оседлая птица | Вид вне опасности |

## Голуби и горлицы
Отряд: Голубеобразные   Семейство: Голубиные
| Изображение | Общепринятое название          | Научное название           | Подвид                            | Статус        | Код МСОП          |
| ----------- | ------------------------------ | -------------------------- | --------------------------------- | ------------- | ----------------- |
|             | Изумрудный голубь              | Chalcophaps indica         | Chalcophaps indica robinsoni      |               | Вид вне опасности |
|             | Сизый голубь                   | Columba livia              | Columba livia intermedia          | Оседлая птица | Вид вне опасности |
|             | Пурпурный голубь               | Columba punicea            |                                   | (A)           | Уязвимый вид      |
|             | Цейлонский голубь              | Columba torringtoniae      |                                   | Эндемик       | Уязвимый вид      |
|             | Мускатный плодоядный голубь    | Ducula aenea               |                                   |               | Вид вне опасности |
|             | Пятнистая горлица              | Spilopelia chinensis       | Spilopelia chinensis ceylonensis  |               | Вид вне опасности |
|             | Кольчатая горлица              | Streptopelia decaocto      | Streptopelia decaocto intercedens |               | Вид вне опасности |
|             | Большая горлица                | Streptopelia orientalis    |                                   |               | Вид вне опасности |
|             | Короткохвостая горлица         | Streptopelia tranquebarica |                                   | (A)           | Вид вне опасности |
|             | Полосатохвостый зелёный голубь | Treron bicincta            | Treron bicincta leggei            |               | Вид вне опасности |
|             | Желтоногий зелёный голубь      | Treron phoenicoptera       |                                   |               | Вид вне опасности |
|             | Пепельноголовый зелёный голубь | Treron pompadora           |                                   | Эндемик       | Вид вне опасности |

## Кукушки
Отряд: Кукушкообразные   Семейство: Кукушковые
| Изображение | Общепринятое название             | Научное название              | Подвид                            | Статус  | Код МСОП          |
| ----------- | --------------------------------- | ----------------------------- | --------------------------------- | ------- | ----------------- |
|             | Сероклювая щетинистая кукушка     | Cacomantis passerinus         |                                   |         | Вид вне опасности |
|             | Щетинистая кукушка Зоннерата      | Cacomantis sonneratii         | Cacomantis sonneratii waiti       |         | Вид вне опасности |
|             | Малая шпорцевая кукушка           | Centropus bengalensis         |                                   | (A)     | Вид вне опасности |
|             | Цейлонская шпорцевая кукушка      | Centropus chlororhynchus      |                                   | Эндемик | Уязвимый вид      |
|             | Обыкновенная шпорцевая кукушка    | Centropus sinensis            |                                   | (A)     | Вид вне опасности |
|             | Изумрудная бронзовая кукушка      | Chrysococcyx maculatus        |                                   | (A)     | Вид вне опасности |
|             | Каштановокрылая хохлатая кукушка  | Clamator coromandus           |                                   |         | Вид вне опасности |
|             | Сорочья хохлатая кукушка          | Clamator jacobinus            | Clamator jacobinus jacobinus      |         | Вид вне опасности |
|             | Обыкновенная кукушка              | Cuculus canorus               | Cuculus canorus bakeri            |         | Вид вне опасности |
|             | Индийская кукушка                 | Cuculus micropterus           |                                   |         | Вид вне опасности |
|             | Малая кукушка                     | Cuculus poliocephalus         |                                   |         | Вид вне опасности |
|             | Коэль                             | Eudynamys scolopaceus         | Eudynamys scolopaceus scolopaceus |         | Вид вне опасности |
|             | Индийская ястребиная кукушка      | Hierococcyx varius            |                                   |         | Вид вне опасности |
|             | Индийская кустарниковая кукушка   | Phaenicophaeus leschenaultii  |                                   |         | Вид вне опасности |
|             | Краснолицая кустарниковая кукушка | Phaenicophaeus pyffhocephalus |                                   | Эндемик | Уязвимый вид      |
|             | Синелицая кустарниковая кукушка   | Phaenicophaeus viridirostris  |                                   |         | Вид вне опасности |
|             |                                   | Surniculus dicruroides        |                                   |         | Вид вне опасности |

## Лягушкороты
Отряд: Козодоеобразные   Семейство: Лягушкороты
| Изображение | Общепринятое название | Научное название         | Подвид | Статус        | Код МСОП          |
| ----------- | --------------------- | ------------------------ | ------ | ------------- | ----------------- |
|             | Цейлонский лягушкорот | Batrachostomus moniliger |        | Оседлая птица | Вид вне опасности |

## Козодои и родственные виды
Отряд: Козодоеобразные   Семейство: Настоящие козодои
| Изображение | Общепринятое название   | Научное название       | Подвид                            | Статус        | Код МСОП          |
| ----------- | ----------------------- | ---------------------- | --------------------------------- | ------------- | ----------------- |
|             | Индийский козодой       | Caprimulgus asiaticus  |                                   | Оседлая птица | Вид вне опасности |
|             | Цейлонский козодой      | Caprimulgus atripennis | Caprimulgus atripennis aequabilis | Оседлая птица | Вид вне опасности |
|             | Большой козодой         | Caprimulgus indicus    | Caprimulgus indicus kelaarti      | Оседлая птица | Вид вне опасности |
|             | Большой ушастый козодой | Lyncornis macrotis     |                                   | (A)           | Вид вне опасности |

## Стрижи
Отряд: Стрижеобразные   Семейство: Стрижиные
| Изображение | Общепринятое название     | Научное название        | Подвид | Статус | Код МСОП          |
| ----------- | ------------------------- | ----------------------- | ------ | ------ | ----------------- |
|             | Блестящий стриж           | Apus acuticauda         |        | (A)    | Уязвимый вид      |
|             | Малый стриж               | Apus affinis            |        |        | Вид вне опасности |
|             |                           | Apus leuconyx           |        | (A)    | Вид вне опасности |
|             | Бледный стриж             | Apus pallidus           |        | (A)    | Вид вне опасности |
|             | Гималайская салангана     | Aerodramus brevirostris |        | (A)    | Вид вне опасности |
|             | Индийская салангана       | Aerodramus unicolor     |        |        | Вид вне опасности |
|             | Азиатский пальмовый стриж | Cypsiurus balasiensis   |        |        | Вид вне опасности |
|             | Иглохвостый стриж         | Hirundapus caudacutus   |        | (A)    | Вид вне опасности |
|             | Большой колючехвост       | Hirundapus giganteus    |        |        | Вид вне опасности |
|             | Белобрюхий стриж          | Tachymarptis melba      |        |        | Вид вне опасности |

## Древесные стрижи
Отряд: Стрижеобразные   Семейство: Древесные стрижи
| Изображение | Общепринятое название | Научное название    | Подвид | Статус        | Код МСОП          |
| ----------- | --------------------- | ------------------- | ------ | ------------- | ----------------- |
|             | Хохлатый клехо        | Hemiprocne coronata |        | Оседлая птица | Вид вне опасности |

## Пастушки, погоныши и лысухи
Отряд: Журавлеобразные   Семейство: Пастушковые
| Изображение | Общепринятое название          | Научное название       | Подвид                             | Статус | Код МСОП          |
| ----------- | ------------------------------ | ---------------------- | ---------------------------------- | ------ | ----------------- |
|             | Белогрудый погоныш             | Amaurornis phoenicurus | Amaurornis phoenicurus phoenicurus |        | Вид вне опасности |
|             | Коростель                      | Crex crex              |                                    | (A)    | Вид вне опасности |
|             | Лысуха                         | Fulica atra            |                                    |        | Вид вне опасности |
|             | Рогатая камышница              | Gallicrex cinerea      |                                    |        | Вид вне опасности |
|             | Камышница                      | Gallinula chloropus    | Gallinula chloropus chloropus      |        | Вид вне опасности |
|             | Серогрудый пастушок            | Gallirallus striatus   |                                    |        | Вид вне опасности |
|             | Султанка                       | Porphyrio porphyrio    | Porphyrio porphyrio poliocephalus  |        | Вид вне опасности |
|             | Красноногий погоныш            | Porzana fusca          |                                    |        | Вид вне опасности |
|             | Погоныш-крошка                 | Porzana pusilla        |                                    |        | Вид вне опасности |
|             | Аспидноногий полосатый погоныш | Rallina eurizonoides   |                                    |        | Вид вне опасности |
|             | Водяной пастушок               | Rallus aquaticus       | Rallus aquaticus korejewi          | (A)    | Вид вне опасности |
|             | Восточный пастушок             | Rallus indicus         |                                    | (A)    | Вид вне опасности |

## Авдотки
Отряд: Ржанкообразные   Семейство: Авдотковые
| Изображение | Общепринятое название   | Научное название      | Подвид | Статус        | Код МСОП          |
| ----------- | ----------------------- | --------------------- | ------ | ------------- | ----------------- |
|             | Индийская авдотка       | Burhinus indicus      |        | Оседлая птица | Вид вне опасности |
|             | Большая рифовая авдотка | Esacus recurvirostris |        | Оседлая птица | Вид вне опасности |

## Ходулочники и шилоклювки
Отряд: Ржанкообразные   Семейство: Шилоклювковые
| Изображение | Общепринятое название | Научное название         | Подвид                             | Статус        | Код МСОП          |
| ----------- | --------------------- | ------------------------ | ---------------------------------- | ------------- | ----------------- |
|             | Ходулочник            | Himantopus himantopus    | Himantopus himantopus meridionalis | Оседлая птица | Вид вне опасности |
|             |                       | Himantopus leucocephalus |                                    |               | Вид вне опасности |
|             | Шилоклювка            | Recurvirostra avosetta   |                                    | Оседлая птица | Вид вне опасности |

## Кулики-сороки
Отряд: Ржанкообразные   Семейство: Кулики-сороки
| Изображение | Общепринятое название | Научное название      | Подвид | Статус | Код МСОП                           |
| ----------- | --------------------- | --------------------- | ------ | ------ | ---------------------------------- |
|             | Кулик-сорока          | Haematopus ostralegus |        |        | Вид, близкий к уязвимому положению |

## Ржанки и чибисы
Отряд: Ржанкообразные   Семейство: Ржанковые
| Изображение | Общепринятое название | Научное название         | Подвид                       | Статус | Код МСОП                  |
| ----------- | --------------------- | ------------------------ | ---------------------------- | ------ | ------------------------- |
|             | Морской зуёк          | Charadrius alexandrinus  |                              |        | Вид вне опасности         |
|             | Каспийский зуёк       | Charadrius asiaticus     |                              | (A)    | Вид вне опасности         |
|             | Малый зуёк            | Charadrius dubius        |                              |        | Вид вне опасности         |
|             | Галстучник            | Charadrius hiaticula     | Charadrius hiaticula tundrae |        | Вид вне опасности         |
|             | Большеклювый зуёк     | Charadrius leschenaultii |                              |        | Вид вне опасности         |
|             | Монгольский зуёк      | Charadrius mongolus      |                              |        | Вид вне опасности         |
|             | Уссурийский зуёк      | Charadrius placidus      |                              | (A)    | Вид вне опасности         |
|             | Восточный зуёк        | Charadrius veredus       |                              | (A)    | Вид вне опасности         |
|             | Кречётка              | Chettusia gregaria       |                              | (A)    | Вид на грани исчезновения |
|             | Бурокрылая ржанка     | Pluvialis fulva          |                              |        | Вид вне опасности         |
|             | Тулес                 | Pluvialis squatarola     |                              |        | Вид вне опасности         |
|             | Серый чибис           | Vanellus cinereus        |                              | (A)    | Вид вне опасности         |
|             | Украшенный чибис      | Vanellus indicus         | Vanellus indicus lankae      |        | Вид вне опасности         |
|             | Малабарская пигалица  | Vanellus malabaricus     |                              |        | Вид вне опасности         |

## Цветные бекасы
Отряд: Ржанкообразные   Семейство: Цветные бекасы
| Изображение | Общепринятое название | Научное название        | Подвид | Статус | Код МСОП          |
| ----------- | --------------------- | ----------------------- | ------ | ------ | ----------------- |
|             | Цветной бекас         | Rostratula benghalensis |        |        | Вид вне опасности |

## Яканы
Отряд: Ржанкообразные   Семейство: Якановые
| Изображение | Общепринятое название | Научное название         | Подвид | Статус | Код МСОП          |
| ----------- | --------------------- | ------------------------ | ------ | ------ | ----------------- |
|             | Водяной фазанчик      | Hydrophasianus chirurgus |        |        | Вид вне опасности |

## Кулики и родственные виды
Отряд: Ржанкообразные   Семейство: Бекасовые
| Изображение | Общепринятое название             | Научное название         | Подвид | Статус | Код МСОП                           |
| ----------- | --------------------------------- | ------------------------ | ------ | ------ | ---------------------------------- |
|             | Перевозчик                        | Actitis hypoleucos       |        |        | Вид вне опасности                  |
|             | Пятнистый перевозчик              | Actitis macularius       |        | (A)    | Вид вне опасности                  |
|             | Камнешарка                        | Arenaria interpres       |        |        | Вид вне опасности                  |
|             | Песчанка                          | Calidris alba            |        |        | Вид вне опасности                  |
|             | Чернозобик                        | Calidris alpina          |        | (A)    | Вид вне опасности                  |
|             | Исландский песочник               | Calidris canutus         |        |        | Вид, близкий к уязвимому положению |
|             | Краснозобик                       | Calidris ferruginea      |        |        | Вид, близкий к уязвимому положению |
|             | Бонапартов песочник               | Calidris fuscicollis     |        | (A)    | Вид вне опасности                  |
|             | Дутыш                             | Calidris melanotos       |        | (A)    | Вид вне опасности                  |
|             | Кулик-воробей                     | Calidris minuta          |        |        | Вид вне опасности                  |
|             | Лопатень                          | Calidris pygmeus         |        | (A)    | Вид на грани исчезновения          |
|             | Песочник-красношейка              | Calidris ruficollis      |        | (A)    | Вид, близкий к уязвимому положению |
|             | Длиннопалый песочник              | Calidris subminuta       |        |        | Вид вне опасности                  |
|             | Канадский песочник                | Calidris subruficollis   |        | (A)    | Вид, близкий к уязвимому положению |
|             | Белохвостый песочник              | Calidris temminckii      |        |        | Вид вне опасности                  |
|             | Большой песочник                  | Calidris tenuirostris    |        |        | Вымирающий вид                     |
|             | Бекас                             | Gallinago gallinago      |        |        | Вид вне опасности                  |
|             | Дупель                            | Gallinago media          |        | (A)    | Вид, близкий к уязвимому положению |
|             | Лесной дупель                     | Gallinago megala         |        | (A)    | Вид вне опасности                  |
|             | Малайский дупель                  | Gallinago nemoricola     |        | (A)    | Уязвимый вид                       |
|             | Азиатский бекас                   | Gallinago stenura        |        |        | Вид вне опасности                  |
|             | Азиатский бекасовидный веретенник | Limnodromus semipalmatus |        | (A)    | Вид, близкий к уязвимому положению |
|             | Малый веретенник                  | Limosa lapponica         |        |        | Вид, близкий к уязвимому положению |
|             | Большой веретенник                | Limosa limosa            |        |        | Вид, близкий к уязвимому положению |
|             | Гаршнеп                           | Lymnocryptes minimus     |        | (A)    | Вид вне опасности                  |
|             | Большой кроншнеп                  | Numenius arquata         |        |        | Вид, близкий к уязвимому положению |
|             | Кроншнеп-малютка                  | Numenius minutus         |        | (A)    | Вид вне опасности                  |
|             | Средний кроншнеп                  | Numenius phaeopus        |        |        | Вид вне опасности                  |
|             | Тонкоклювый кроншнеп              | Numenius tenuirostris    |        | (A)    | Вид на грани исчезновения          |
|             | Плосконосый плавунчик             | Phalaropus fulicaria     |        | (A)    | Вид вне опасности                  |
|             | Круглоносый плавунчик             | Phalaropus lobatus       |        |        | Вид вне опасности                  |
|             | Трёхцветный плавунчик             | Phalaropus tricolor      |        | (A)    | Вид вне опасности                  |
|             | Острохвостый песочник             | Philomachus acuminatus   |        | (A)    | Вид вне опасности                  |
|             | Грязовик                          | Philomachus falcinellus  |        |        | Вид вне опасности                  |
|             | Турухтан                          | Philomachus pugnax       |        |        | Вид вне опасности                  |
|             | Вальдшнеп                         | Scolopax rusticola       |        |        | Вид вне опасности                  |
|             | Щёголь                            | Tringa erythropus        |        | (A)    | Вид вне опасности                  |
|             | Фифи                              | Tringa glareola          |        |        | Вид вне опасности                  |
|             | Охотский улит                     | Tringa guttifer          |        | (A)    | Вымирающий вид                     |
|             | Большой улит                      | Tringa nebularia         |        |        | Вид вне опасности                  |
|             | Черныш                            | Tringa ochropus          |        |        | Вид вне опасности                  |
|             | Улит-отшельник                    | Tringa solitaria         |        | (A)    | Вид вне опасности                  |
|             | Поручейник                        | Tringa stagnatilis       |        |        | Вид вне опасности                  |
|             | Травник                           | Tringa totanus           |        |        | Вид вне опасности                  |
|             | Мородунка                         | Xenus cinereus           |        |        | Вид вне опасности                  |

## Трёхпёрстки
Отряд: Ржанкообразные   Семейство: Трёхпёрстки
| Изображение | Общепринятое название   | Научное название  | Подвид | Статус | Код МСОП          |
| ----------- | ----------------------- | ----------------- | ------ | ------ | ----------------- |
|             | Африканская трёхпёрстка | Turnix sylvaticus |        | (A)    | Вид вне опасности |
|             | Полосатая трёхпёрстка   | Turnix suscitator |        |        | Вид вне опасности |

## Рачьи ржанки
Отряд: Ржанкообразные   Семейство: Рачьи ржанки
| Изображение | Общепринятое название | Научное название | Подвид | Статус | Код МСОП          |
| ----------- | --------------------- | ---------------- | ------ | ------ | ----------------- |
|             | Рачья ржанка          | Dromas ardeola   |        |        | Вид вне опасности |

## Тиркушки и бегунки
Отряд: Ржанкообразные   Семейство: Тиркушковые
| Изображение | Общепринятое название   | Научное название         | Подвид | Статус | Код МСОП          |
| ----------- | ----------------------- | ------------------------ | ------ | ------ | ----------------- |
|             | Коромандельский бегунок | Cursorius coromandelicus |        |        | Вид вне опасности |
|             | Малая тиркушка          | Glareola lactea          |        |        | Вид вне опасности |
|             | Восточная тиркушка      | Glareola maldivarum      |        |        | Вид вне опасности |
|             | Луговая тиркушка        | Glareola pratincola      |        |        | Вид вне опасности |

## Поморники
Отряд: Ржанкообразные   Семейство: Поморниковые
| Изображение | Общепринятое название   | Научное название         | Подвид | Статус | Код МСОП          |
| ----------- | ----------------------- | ------------------------ | ------ | ------ | ----------------- |
|             | Антарктический поморник | Stercorarius antarcticus |        |        | Вид вне опасности |
|             | Южнополярный поморник   | Stercorarius maccormicki |        | (A)    | Вид вне опасности |
|             | Короткохвостый поморник | Stercorarius parasiticus |        | (A)    | Вид вне опасности |
|             | Средний поморник        | Stercorarius pomarinus   |        |        | Вид вне опасности |

## Чайки и крачки
Отряд: Ржанкообразные   Семейство: Чайковые
| Изображение | Общепринятое название      | Научное название               | Подвид | Статус | Код МСОП          |
| ----------- | -------------------------- | ------------------------------ | ------ | ------ | ----------------- |
|             | Чёрная кланяющаяся крачка  | Anous minutus                  |        | (A)    | Вид вне опасности |
|             | Обыкновенная глупая крачка | Anous stolidus                 |        |        | Вид вне опасности |
|             | Малая глупая крачка        | Anous tenuirostris             |        |        | Вид вне опасности |
|             | Белощёкая болотная крачка  | Chlidonias hybrida             |        |        | Вид вне опасности |
|             | Белокрылая болотная крачка | Chlidonias leucopterus         |        |        | Вид вне опасности |
|             | Чёрная болотная крачка     | Chlidonias niger               |        | (A)    | Вид вне опасности |
|             | Буроголовая чайка          | Chroicocephalus brunnicephalus |        |        | Вид вне опасности |
|             | Морской голубок            | Chroicocephalus genei          |        | (A)    | Вид вне опасности |
|             | Озёрная чайка              | Chroicocephalus ridibundus     |        | (A)    | Вид вне опасности |
|             | Чайконосая крачка          | Gelochelidon nilotica          |        |        | Вид вне опасности |
|             | Чеграва                    | Hydroprogne caspia             |        |        | Вид вне опасности |
|             | Аденская чайка             | Ichthyaetus hemprichii         |        | (A)    | Вид вне опасности |
|             | Серебристая чайка          | Larus argentatus               |        |        | Вид вне опасности |
|             | Клуша                      | Larus fuscus                   |        |        | Вид вне опасности |
|             | Черноголовый хохотун       | Larus ichthyaetus              |        |        | Вид вне опасности |
|             | Бурокрылая крачка          | Onychoprion anaethetus         |        |        | Вид вне опасности |
|             | Тёмная крачка              | Onychoprion fuscatus           |        |        | Вид вне опасности |
|             | Розовая крачка             | Sterna dougallii               |        |        | Вид вне опасности |
|             | Речная крачка              | Sterna hirundo                 |        |        | Вид вне опасности |
|             | Аравийская крачка          | Sterna repressa                |        | (A)    | Вид вне опасности |
|             | Светлая крачка             | Sterna sumatrana               |        | (A)    | Вид вне опасности |
|             | Малая крачка               | Sternula albifrons             |        |        | Вид вне опасности |
|             | Мекранская крачка          | Sternula saundersi             |        |        | Вид вне опасности |
|             | Бенгальская крачка         | Thalasseus bengalensis         |        |        | Вид вне опасности |
|             | Крачка Берга               | Thalasseus bergii              |        |        | Вид вне опасности |
|             | Пестроносая крачка         | Thalasseus sandvicensis        |        |        | Вид вне опасности |

## Фаэтоны
Отряд: Фаэтонообразные   Семейство: Фаэтоновые
| Изображение | Общепринятое название | Научное название   | Подвид                     | Статус | Код МСОП          |
| ----------- | --------------------- | ------------------ | -------------------------- | ------ | ----------------- |
|             | Красноклювый фаэтон   | Phaethon aethereus |                            |        | Вид вне опасности |
|             | Белохвостый фаэтон    | Phaethon lepturus  | Phaethon lepturus lepturus |        | Вид вне опасности |

## Южные качурки
Отряд: Буревестникообразные   Семейство: Австралийский качурки
| Изображение | Общепринятое название | Научное название    | Подвид | Статус | Код МСОП          |
| ----------- | --------------------- | ------------------- | ------ | ------ | ----------------- |
|             | Чернобрюхая качурка   | Fregetta tropica    |        | (A)    | Вид вне опасности |
|             | Качурка Вильсона      | Oceanites oceanicus |        |        | Вид вне опасности |
|             | Белолицая качурка     | Pelagodroma marina  |        |        | Вид вне опасности |

## Северные качурки
Отряд: Буревестникообразные   Семейство: Качурки
| Изображение | Общепринятое название | Научное название     | Подвид | Статус | Код МСОП                           |
| ----------- | --------------------- | -------------------- | ------ | ------ | ---------------------------------- |
|             | Вилохвостая качурка   | Oceanodroma monorhis |        | (A)    | Вид, близкий к уязвимому положению |

## Буревестники и качурки
Отряд: Буревестникообразные   Семейство: Буревестниковые
| Изображение | Общепринятое название    | Научное название       | Подвид                  | Статус               | Код МСОП                           |
| ----------- | ------------------------ | ---------------------- | ----------------------- | -------------------- | ---------------------------------- |
|             | Тайфунник Бульвера       | Bulweria bulwerii      |                         | (A)                  | Вид вне опасности                  |
|             | Тайфунник Жуанэна        | Bulweria fallax        |                         | (A)                  | Вид, близкий к уязвимому положению |
|             | Пестролицый буревестник  | Calonectris leucomelas |                         | (A)                  | Вид, близкий к уязвимому положению |
|             | Капский голубок          | Daption capense        | Daption capense capense | Перелётная птица (A) | Вид вне опасности                  |
|             | Тайфунник Баро           | Pterodroma baraui      |                         | (A)                  | Вымирающий вид                     |
|             | Белоголовый тайфунник    | Pterodroma lessonii    |                         | (A)                  | Вид вне опасности                  |
|             | Мягкопёрый тайфунник     | Pterodroma mollis      |                         | (A)                  | Вид вне опасности                  |
|             |                          | Puffinus bailloni      |                         | (A)                  | Вид вне опасности                  |
|             | Бледноногий буревестник  | Puffinus carneipes     |                         |                      | Вид, близкий к уязвимому положению |
|             | Серый буревестник        | Puffinus griseus       |                         | (A)                  | Вид, близкий к уязвимому положению |
|             | Клинохвостый буревестник | Puffinus pacificus     |                         |                      | Вид вне опасности                  |
|             | Персидский буревестник   | Puffinus persicus      |                         |                      | Вид вне опасности                  |
|             | Тонкоклювый буревестник  | Puffinus tenuirostris  |                         | (A)                  | Вид вне опасности                  |

## Аисты
Отряд: Аистообразные   Семейство: Аистовые
| Изображение | Общепринятое название | Научное название           | Подвид                               | Статус        | Код МСОП                           |
| ----------- | --------------------- | -------------------------- | ------------------------------------ | ------------- | ---------------------------------- |
|             | Индийский аист-разиня | Anastomus oscitans         |                                      | Оседлая птица | Вид вне опасности                  |
|             | Белый аист            | Ciconia ciconia            | Ciconia ciconia asiatica             | (A)           | Вид вне опасности                  |
|             | Белошейный аист       | Ciconia episcopus          | Ciconia episcopus episcopus          | Оседлая птица | Уязвимый вид                       |
|             | Чёрный аист           | Ciconia nigra              |                                      | (A)           | Вид вне опасности                  |
|             | Азиатский ябиру       | Ephippiorhynchus asiaticus | Ephippiorhynchus asiaticus asiaticus | Оседлая птица | Вид, близкий к уязвимому положению |
|             | Яванский марабу       | Leptoptilos javanicus      |                                      | Оседлая птица | Уязвимый вид                       |
|             | Индийский клювач      | Mycteria leucocephala      |                                      | Оседлая птица | Вид, близкий к уязвимому положению |

## Фрегаты
Отряд: Олушеобразные   Семейство: Фрегатовые
| Изображение | Общепринятое название | Научное название | Подвид              | Статус | Код МСОП                  |
| ----------- | --------------------- | ---------------- | ------------------- | ------ | ------------------------- |
|             | Рождественский фрегат | Fregata andrewsi |                     | (A)    | Вид на грани исчезновения |
|             | Фрегат Ариель         | Fregata ariel    | Fregata ariel ariel | (A)    | Вид вне опасности         |
|             | Большой фрегат        | Fregata minor    | Fregata minor minor | (A)    | Вид вне опасности         |

## Олуши
Отряд: Олушеобразные   Семейство: Олушевые
| Изображение | Общепринятое название | Научное название | Подвид                   | Статус | Код МСОП          |
| ----------- | --------------------- | ---------------- | ------------------------ | ------ | ----------------- |
|             | Голуболицая олуша     | Sula dactylatra  | Sula dactylatra melanops |        | Вид вне опасности |
|             | Бурая олуша           | Sula leucogaster | Sula leucogaster plotus  |        | Вид вне опасности |
|             | Красноногая олуша     | Sula sula        | Sula sula rubripes       |        | Вид вне опасности |

## Змеешейки
Отряд: Олушеобразные   Семейство: Змеешейковые
| Изображение | Общепринятое название | Научное название     | Подвид | Статус        | Код МСОП          |
| ----------- | --------------------- | -------------------- | ------ | ------------- | ----------------- |
|             | Индийская змеешейка   | Anhinga melanogaster |        | Оседлая птица | Вид вне опасности |

## Бакланы
Отряд: Олушеобразные   Семейство: Баклановые
| Изображение | Общепринятое название | Научное название          | Подвид                    | Статус        | Код МСОП          |
| ----------- | --------------------- | ------------------------- | ------------------------- | ------------- | ----------------- |
|             | Большой баклан        | Phalacrocorax carbo       | Phalacrocorax carbo carbo | Оседлая птица | Вид вне опасности |
|             | Индийский баклан      | Phalacrocorax fuscicollis |                           | Оседлая птица | Вид вне опасности |
|             | Яванский баклан       | Phalacrocorax niger       |                           | Оседлая птица | Вид вне опасности |

## Пеликаны
Отряд: Пеликанообразные   Семейство: Пеликановые
| Изображение | Общепринятое название | Научное название       | Подвид | Статус        | Код МСОП                           |
| ----------- | --------------------- | ---------------------- | ------ | ------------- | ---------------------------------- |
|             | Кудрявый пеликан      | Pelecanus crispus      |        | (A)           | Вид, близкий к уязвимому положению |
|             | Розовый пеликан       | Pelecanus onocrotalus  |        | (A)           | Вид вне опасности                  |
|             | Серый пеликан         | Pelecanus philippensis |        | Оседлая птица | Вид, близкий к уязвимому положению |

## Цапли, белые цапли и выпи
Отряд: Аистообразные   Семейство: Цаплевые
| Изображение | Общепринятое название  | Научное название        | Подвид                           | Статус        | Код МСОП          |
| ----------- | ---------------------- | ----------------------- | -------------------------------- | ------------- | ----------------- |
|             | Большая белая цапля    | Ardea alba              | Ardea alba modesta               | Оседлая птица | Вид вне опасности |
|             | Серая цапля            | Ardea cinerea           | Ardea cinerea cinerea            | Оседлая птица | Вид вне опасности |
|             | Исполинская цапля      | Ardea goliath           |                                  | (A)           | Вид вне опасности |
|             | Средняя белая цапля    | Ardea intermedia        |                                  | Оседлая птица | Вид вне опасности |
|             | Рыжая цапля            | Ardea purpurea          | Ardea purpurea manilensis        | Оседлая птица | Вид вне опасности |
|             | Белокрылая цапля       | Ardeola bacchus         |                                  | (A)           | Вид вне опасности |
|             | Индийская жёлтая цапля | Ardeola grayii          |                                  | Оседлая птица | Вид вне опасности |
|             | Большая выпь           | Botaurus stellaris      | Botaurus stellaris stellaris     | (A)           | Вид вне опасности |
|             | Египетская цапля       | Bubulcus ibis           | Bubulcus ibis coromandus         | Оседлая птица | Вид вне опасности |
|             | Зелёная кваква         | Butorides striatus      |                                  | Оседлая птица | Вид вне опасности |
|             | Малая белая цапля      | Egretta garzetta        | Egretta garzetta garzetta        | Оседлая птица | Вид вне опасности |
|             | Береговая цапля        | Egretta gularis         |                                  | Оседлая птица | Вид вне опасности |
|             | Тигровая выпь          | Gorsachius melanolophus |                                  |               | Вид вне опасности |
|             | Охристый волчок        | Ixobrychus cinnamomeus  |                                  | Оседлая птица | Вид вне опасности |
|             | Амурский волчок        | Ixobrychus eurhythmus   |                                  | (A)           | Вид вне опасности |
|             | Чёрный волчок          | Ixobrychus flavicollis  |                                  | Оседлая птица | Вид вне опасности |
|             | Китайский волчок       | Ixobrychus sinensis     |                                  | Оседлая птица | Вид вне опасности |
|             | Обыкновенная кваква    | Nycticorax nycticorax   | Nycticorax nycticorax nycticorax | Оседлая птица | Вид вне опасности |

## Ибисы и колпицы
Отряд: Аистообразные   Семейство: Ибисовые
| Изображение | Общепринятое название | Научное название            | Подвид                         | Статус        | Код МСОП                           |
| ----------- | --------------------- | --------------------------- | ------------------------------ | ------------- | ---------------------------------- |
|             | Обыкновенная колпица  | Platalea leucorodia         | Platalea leucorodia leucorodia | Оседлая птица | Вид вне опасности                  |
|             | Каравайка             | Plegadis falcinellus        |                                |               | Вид вне опасности                  |
|             | Черноголовый ибис     | Threskiornis melanocephalus |                                | Оседлая птица | Вид, близкий к уязвимому положению |

## Скопы
Отряд: Ястребообразные   Семейство: Скопиные
| Изображение | Общепринятое название | Научное название  | Подвид | Статус        | Код МСОП          |
| ----------- | --------------------- | ----------------- | ------ | ------------- | ----------------- |
|             | Скопа                 | Pandion haliaetus |        | Оседлая птица | Вид вне опасности |

## Ястребы, орлы и коршуны
Отряд: Ястребообразные   Семейство: Ястребиные
| Изображение | Общепринятое название       | Научное название        | Подвид                            | Статус | Код МСОП                           |
| ----------- | --------------------------- | ----------------------- | --------------------------------- | ------ | ---------------------------------- |
|             | Туркестанский тювик         | Accipiter badius        |                                   |        | Вид вне опасности                  |
|             | Ястреб-перепелятник         | Accipiter nisus         |                                   | (A)    | Вид вне опасности                  |
|             | Хохлатый ястреб             | Accipiter trivirgatus   |                                   |        | Вид вне опасности                  |
|             | Индийский перепелятник      | Accipiter virgatus      |                                   |        | Вид вне опасности                  |
|             | Ястребиный орёл             | Aquila fasciata         |                                   | (A)    | Вид вне опасности                  |
|             | Азиатская база              | Aviceda jerdoni         | Aviceda jerdoni ceylonensis       |        | Вид вне опасности                  |
|             | Чёрная база                 | Aviceda leuphotes       |                                   |        | Вид вне опасности                  |
|             | Обыкновенный канюк          | Buteo buteo             | Buteo buteo buteo                 |        | Вид вне опасности                  |
|             | Японский канюк              | Buteo japonicus         |                                   |        | Вид вне опасности                  |
|             |                             | Buteo refectus          |                                   |        | Вид вне опасности                  |
|             | Курганник                   | Buteo rufinus           | Buteo rufinus rufinus             | (A)    | Вид вне опасности                  |
|             | Болотный лунь               | Circus aeruginosus      |                                   |        | Вид вне опасности                  |
|             | Степной лунь                | Circus macrourus        |                                   |        | Вид, близкий к уязвимому положению |
|             | Пегий лунь                  | Circus melanoleucos     |                                   | (A)    | Вид вне опасности                  |
|             | Луговой лунь                | Circus pygargus         |                                   |        | Вид вне опасности                  |
|             | Большой подорлик            | Clanga clanga           |                                   | (A)    | Уязвимый вид                       |
|             | Чернокрылый дымчатый коршун | Elanus caeruleus        | Elanus caeruleus vociferus        |        | Вид вне опасности                  |
|             | Белобрюхий орлан            | Haliaeetus leucogaster  |                                   |        | Вид вне опасности                  |
|             | Большой рыбный орёл         | Haliaeetus ichthyaetus  |                                   |        | Вид вне опасности                  |
|             | Браминский коршун           | Haliastur indus         | Haliastur indus indus             |        | Вид вне опасности                  |
|             | Орёл-карлик                 | Hieraaetus pennatus     |                                   |        | Вид вне опасности                  |
|             | Орёл-яйцеед                 | Ictinaetus malaiensis   |                                   |        | Вид вне опасности                  |
|             | Индийский ястребиный орёл   | Lophotriorchis kienerii |                                   |        | Вид вне опасности                  |
|             | Чёрный коршун               | Milvus migrans          | Milvus migrans govinda            |        | Вид вне опасности                  |
|             | Обыкновенный стервятник     | Neophron percnopterus   | Neophron percnopterus ginginiatus | (A)    | Вымирающий вид                     |
|             |                             | Nisaetus cirrhatus      | Nisaetus cirrhatus ceylanensis    |        | Вид вне опасности                  |
|             |                             | Nisaetus kelaarti       |                                   |        |                                    |
|             | Хохлатый осоед              | Pernis ptilorhynchus    |                                   |        | Вид вне опасности                  |
|             | Хохлатый змееяд             | Spilornis cheela        | Spilornis cheela spilogaster      |        | Вид вне опасности                  |

## Соколы
Отряд: Соколообразные   Семейство: Соколиные
| Изображение | Общепринятое название   | Научное название          | Подвид                                                     | Статус        | Код МСОП                           |
| ----------- | ----------------------- | ------------------------- | ---------------------------------------------------------- | ------------- | ---------------------------------- |
|             | Амурский кобчик         | Falco amurensis           |                                                            | (A)           | Вид вне опасности                  |
|             | Турумти                 | Falco chicquera           |                                                            | (A)           | Вид, близкий к уязвимому положению |
|             | Степная пустельга       | Falco naumanni            |                                                            | (A)           | Вид вне опасности                  |
|             | Сапсан                  | Falco peregrinus          | • Falco peregrinus peregrinator • Falco peregrinus calidus |               | Вид вне опасности                  |
|             | Восточный чеглок        | Falco severus             |                                                            | (A)           | Вид вне опасности                  |
|             | Чеглок                  | Falco subbuteo            |                                                            | (A)           | Вид вне опасности                  |
|             | Обыкновенная пустельга  | Falco tinnunculus         | Falco tinnunculus tinnunculus                              | Оседлая птица | Вид вне опасности                  |
|             | Черноногий сокол-крошка | Microhierax fringillarius |                                                            | (A)           | Вид вне опасности                  |

## Сипухи
Отряд: Совообразные   Семейство: Сипуховые
| Изображение | Общепринятое название      | Научное название   | Подвид                       | Статус        | Код МСОП          |
| ----------- | -------------------------- | ------------------ | ---------------------------- | ------------- | ----------------- |
|             | Цейлонская масковая сипуха | Phodilus assimilis | Phodilus assimilis assimilis | Оседлая птица | Вид вне опасности |
|             | Обыкновенная сипуха        | Tyto alba          | Tyto alba stertens           | Оседлая птица | Вид вне опасности |

## Совы
Отряд: Совообразные   Семейство: Совиные
| Изображение | Общепринятое название     | Научное название      | Подвид                         | Статус         | Код МСОП          |
| ----------- | ------------------------- | --------------------- | ------------------------------ | -------------- | ----------------- |
|             | Болотная сова             | Asio flammeus         | Asio flammeus flammeus         | Бродячая особь | Вид вне опасности |
|             | Непальский филин          | Bubo nipalensis       |                                | Оседлая птица  | Вид вне опасности |
|             | Буроспинный сычик         | Glaucidium castanotum |                                | Эндемик        | Вид вне опасности |
|             | Джунглевый воробьиный сыч | Glaucidium radiatum   |                                | Оседлая птица  | Вид вне опасности |
|             | Бурый рыбный филин        | Ketupa zeylonensis    | Ketupa zeylonensis zeylonensis | Оседлая птица  | Вид вне опасности |
|             | Иглоногая сова            | Ninox scutulata       |                                | Оседлая птица  | Вид вне опасности |
|             | Ошейниковая совка         | Otus bakkamoena       |                                | Оседлая птица  | Вид вне опасности |
|             | Восточная совка           | Otus sunia            |                                | Оседлая птица  | Вид вне опасности |
|             | Цейлонская совка          | Otus thilohoffmanni   |                                | Эндемик        | Вымирающий вид    |
|             | Малайская неясыть         | Strix leptogrammica   |                                | Оседлая птица  | Вид вне опасности |

## Трогоны
Отряд: Трогонообразные   Семейство: Трогоновые
| Изображение | Общепринятое название        | Научное название    | Подвид | Статус        | Код МСОП          |
| ----------- | ---------------------------- | ------------------- | ------ | ------------- | ----------------- |
|             | Малабарский азиатский трогон | Harpactes fasciatus |        | Оседлая птица | Вид вне опасности |

## Удоды
Отряд: Bucerotiformes   Семейство: Удодовые
| Изображение | Общепринятое название | Научное название | Подвид                  | Статус        | Код МСОП          |
| ----------- | --------------------- | ---------------- | ----------------------- | ------------- | ----------------- |
|             | Удод                  | Upupa epops      | Upupa epops ceylonensis | Оседлая птица | Вид вне опасности |

## Птицы-носороги
Отряд: Bucerotiformes   Семейство: Птицы-носороги
| Изображение | Общепринятое название   | Научное название        | Подвид | Статус        | Код МСОП          |
| ----------- | ----------------------- | ----------------------- | ------ | ------------- | ----------------- |
|             | Индийская птица-носорог | Anthracoceros coronatus |        | Оседлая птица | Вид вне опасности |
|             | Цейлонский серый ток    | Ocyceros gingalensis    |        | Эндемик       | Вид вне опасности |

## Зимородки
Отряд: Ракшеобразные   Семейство: Зимородковые
| Изображение | Общепринятое название      | Научное название     | Подвид                        | Статус        | Код МСОП          |
| ----------- | -------------------------- | -------------------- | ----------------------------- | ------------- | ----------------- |
|             | Обыкновенный зимородок     | Alcedo atthis        | Alcedo atthis taprobana       | Оседлая птица | Вид вне опасности |
|             | Синеухий зимородок         | Alcedo meninting     | Alcedo meninting phillipsi    | Оседлая птица | Вид вне опасности |
|             | Малый пегий зимородок      | Ceryle rudis         | Ceryle rudis leucomelanura    | Оседлая птица | Вид вне опасности |
|             | Трёхпалый лесной зимородок | Ceyx erithaca        |                               | Оседлая птица | Вид вне опасности |
|             | Ошейниковая альциона       | Halcyon pileata      |                               | Оседлая птица | Вид вне опасности |
|             | Красноклювая альциона      | Halcyon smyrnensis   | Halcyon smyrnensis fusca      | Оседлая птица | Вид вне опасности |
|             | Аистоклювый гуриал         | Pelargopsis capensis | Pelargopsis capensis capensis | Оседлая птица | Вид вне опасности |

## Щурки
Отряд: Ракшеобразные   Семейство: Щурковые
| Изображение | Общепринятое название | Научное название    | Подвид                                                        | Статус        | Код МСОП          |
| ----------- | --------------------- | ------------------- | ------------------------------------------------------------- | ------------- | ----------------- |
|             | Золотистая щурка      | Merops apiaster     |                                                               | Оседлая птица | Вид вне опасности |
|             | Буроголовая щурка     | Merops leschenaulti |                                                               | Оседлая птица | Вид вне опасности |
|             | Малая зелёная щурка   | Merops orientalis   | • Merops orientalis orientalis • Merops orientalis ceylonicus | Оседлая птица | Вид вне опасности |
|             | Синехвостая щурка     | Merops philippinus  |                                                               | Оседлая птица | Вид вне опасности |

## Сизоворонки
Отряд: Ракшеобразные   Семейство: Сизоворонковые
| Изображение | Общепринятое название   | Научное название      | Подвид                        | Статус        | Код МСОП          |
| ----------- | ----------------------- | --------------------- | ----------------------------- | ------------- | ----------------- |
|             | Бенгальская сизоворонка | Coracias benghalensis | Coracias benghalensis indicus | Оседлая птица | Вид вне опасности |
|             | Восточный широкорот     | Eurystomus orientalis | Eurystomus orientalis irisi   | Оседлая птица | Вид вне опасности |

## Азиатские дятлы
Отряд: Дятлообразные   Семейство: Бородастиковые
| Изображение | Общепринятое название    | Научное название       | Подвид                        | Статус        | Код МСОП          |
| ----------- | ------------------------ | ---------------------- | ----------------------------- | ------------- | ----------------- |
|             | Желтолобый бородастик    | Megalaima flavilfrons  |                               | Эндемик       | Вид вне опасности |
|             | Красноголовый бородастик | Megalaima haemacephala | Megalaima haemacephala indica | Оседлая птица | Вид вне опасности |
|             | Малабарский бородастик   | Megalaima rubricapilla |                               | Эндемик       | Вид вне опасности |
|             | Цейлонский бородастик    | Megalaima zeylanica    |                               | Оседлая птица | Вид вне опасности |

## Дятлы
Отряд: Дятлообразные   Семейство: Picidae
| Изображение | Общепринятое название           | Научное название           | Подвид                         | Статус        | Код МСОП          |
| ----------- | ------------------------------- | -------------------------- | ------------------------------ | ------------- | ----------------- |
|             | Черноспинный султанский дятел   | Chrysocolaptes festivus    |                                |               | Вид вне опасности |
|             |                                 | Chrysocolaptes stricklandi |                                | Эндемик       | Вид вне опасности |
|             | Малый индо-малайский дятел      | Dinopium benghalense       | Dinopium benghalense jaffnense | Оседлая птица | Вид вне опасности |
|             |                                 | Dinopium psarodes          |                                | Эндемик       | Вид вне опасности |
|             | Вертишейка                      | Jynx torquilla             |                                | (A)           | Вид вне опасности |
|             | Желтошапочный дятел             | Leiopicus mahrattensis     |                                |               | Вид вне опасности |
|             | Рыжий дятел                     | Micropternus brachyurus    |                                |               | Вид вне опасности |
|             | Малый желтохохлый зелёный дятел | Picus chlorolophus         | Picus chlorolophus wellsi      |               | Вид вне опасности |
|             | Малый чешуйчатый зелёный дятел  | Picus xanthopygaeus        |                                |               | Вид вне опасности |
|             | Бурошапочный острокрылый дятел  | Yungipicus nanus           |                                |               | Вид вне опасности |

## Попугаи Старого Света
Отряд: Попугаеобразные   Семейство: Попугаевые
| Изображение | Общепринятое название           | Научное название        | Подвид                               | Статус            | Код МСОП                           |
| ----------- | ------------------------------- | ----------------------- | ------------------------------------ | ----------------- | ---------------------------------- |
|             | Цейлонский висячий попугайчик   | Loriculus beryllinus    |                                      | Эндемик           | Вид вне опасности                  |
|             | Изумрудный кольчатый попугай    | Psittacula calthrapae   |                                      | Эндемик           | Вид вне опасности                  |
|             | Красноголовый кольчатый попугай | Psittacula cyanocephala | Psittacula cyanocephala cyanocephala | Оседлая птица     | Вид вне опасности                  |
|             | Александров кольчатый попугай   | Psittacula eupatria     | Psittacula eupatria eupatria         | Оседлая птица     | Вид, близкий к уязвимому положению |
|             | Индийский кольчатый попугай     | Psittacula krameri      | Psittacula krameri manillensis       | Оседлая птица (I) | Вид вне опасности                  |

## Питты
Отряд: Воробьинообразные   Семейство: Питтовые
| Изображение | Общепринятое название | Научное название | Подвид | Статус           | Код МСОП          |
| ----------- | --------------------- | ---------------- | ------ | ---------------- | ----------------- |
|             | Синекрылая питта      | Pitta brachyura  |        | Перелётная птица | Вид вне опасности |

## Личинкоеды
Отряд: Воробьинообразные   Семейство: Личинкоедовые
| Изображение | Общепринятое название                 | Научное название         | Подвид                               | Статус | Код МСОП          |
| ----------- | ------------------------------------- | ------------------------ | ------------------------------------ | ------ | ----------------- |
|             | Большой сорокопутовый личинкоед       | Coracina macei           |                                      |        | Вид вне опасности |
|             | Черноголовый сорокопутовый личинкоед  | Lalage melanoptera       |                                      |        | Вид вне опасности |
|             | Садовый сорокопутовый личинкоед       | Lalage polioptera        |                                      | (A)    | Вид вне опасности |
|             | Карликовый длиннохвостый личинкоед    | Pericrocotus cinnamomeus | Pericrocotus cinnamomeus malabaricus |        | Вид вне опасности |
|             | Огненнобрюхий длиннохвостый личинкоед | Pericrocotus flammeus    |                                      |        | Вид вне опасности |

## Иволги
Отряд: Воробьинообразные   Семейство: Иволговые
| Изображение | Общепринятое название         | Научное название     | Подвид                         | Статус        | Код МСОП          |
| ----------- | ----------------------------- | -------------------- | ------------------------------ | ------------- | ----------------- |
|             | Китайская черноголовая иволга | Oriolus chinensis    | Oriolus chinensis diffusus     | (A)           | Вид вне опасности |
|             | Обыкновенная иволга           | Oriolus oriolus      | Oriolus oriolus kundoo         | (A)           | Вид вне опасности |
|             | Тонкоклювая иволга            | Oriolus tenuirostris |                                | (A)           | Вид вне опасности |
|             | Черноголовая иволга           | Oriolus xanthornus   | Oriolus xanthornus ceylonensis | Оседлая птица | Вид вне опасности |

## Лесные ласточки и родственные виды
Отряд: Воробьинообразные   Семейство: Ласточковые сорокопуты
| Изображение | Общепринятое название | Научное название | Подвид | Статус        | Код МСОП          |
| ----------- | --------------------- | ---------------- | ------ | ------------- | ----------------- |
|             | Серый артам           | Artamus fuscus   |        | Оседлая птица | Вид вне опасности |

## Ванги и родственные виды
Отряд: Воробьинообразные   Семейство: Ванговые
| Изображение | Общепринятое название              | Научное название     | Подвид                 | Статус        | Код МСОП          |
| ----------- | ---------------------------------- | -------------------- | ---------------------- | ------------- | ----------------- |
|             | Буроспинный мухоловковый личинкоед | Hemipus picatus      | Hemipus picatus leggei | Оседлая птица | Вид вне опасности |
|             |                                    | Tephrodornis affinis |                        | Эндемик       | Вид вне опасности |

## Йоры
Отряд: Воробьинообразные   Семейство: Йоровые
| Изображение | Общепринятое название | Научное название     | Подвид | Статус        | Код МСОП          |
| ----------- | --------------------- | -------------------- | ------ | ------------- | ----------------- |
|             | Черношапочная йора    | Aegithina nigrolutea |        |               | Вид вне опасности |
|             | Чернокрылая йора      | Aegithina tiphia     |        | Оседлая птица | Вид вне опасности |

## Веерохвостки
Отряд: Воробьинообразные   Семейство: Веерохвостковые
| Изображение | Общепринятое название  | Научное название  | Подвид | Статус | Код МСОП          |
| ----------- | ---------------------- | ----------------- | ------ | ------ | ----------------- |
|             | Белолобая веерохвостка | Rhipidura aureola |        |        | Вид вне опасности |

## Дронго
Отряд: Воробьинообразные   Семейство: Дронговые
| Изображение | Общепринятое название | Научное название      | Подвид                              | Статус  | Код МСОП          |
| ----------- | --------------------- | --------------------- | ----------------------------------- | ------- | ----------------- |
|             | Белобрюхий дронго     | Dicrurus caerulescens | Dicrurus caerulescens leucopygialis |         | Вид вне опасности |
|             | Серый дронго          | Dicrurus leucophaeus  |                                     |         | Вид вне опасности |
|             |                       | Dicrurus lophorinus   |                                     | Эндемик | Вид вне опасности |
|             | Чёрный дронго         | Dicrurus macrocercus  |                                     |         | Вид вне опасности |
|             | Райский дронго        | Dicrurus paradiseus   | Dicrurus paradiseus ceylonicus      |         | Вид вне опасности |

## Монархи
Отряд: Воробьинообразные   Семейство: Монархи
| Изображение | Общепринятое название | Научное название     | Подвид                                                                                                | Статус                  | Код МСОП          |
| ----------- | --------------------- | -------------------- | --- | ----------------------- | ----------------- |
|             | Черноголовый монарх   | Hypothymis azurea    | Hypothymis azurea ceylonensis                                                                         |                         | Вид вне опасности |
|             | Райская мухоловка     | Terpsiphone paradisi | • Terpsiphone paradisi ceylonensis • Terpsiphone paradisi paradisi • Terpsiphone paradisi leucogaster | Оседлая птица, кочующая | Вид вне опасности |

## Сорокопуты
Отряд: Воробьинообразные   Семейство: Сорокопутовые
| Изображение | Общепринятое название   | Научное название | Подвид                     | Статус   | Код МСОП          |
| ----------- | ----------------------- | ---------------- | -------------------------- | -------- | ----------------- |
|             | Сибирский жулан         | Lanius cristatus | Lanius cristatus cristatus | Кочующий | Вид вне опасности |
|             | Серый сорокопут         | Lanius excubitor |                            | (A)      | Вид вне опасности |
|             | Длиннохвостый сорокопут | Lanius schach    | Lanius schach caniceps     |          | Вид вне опасности |
|             | Индийский жулан         | Lanius vittatus  |                            | (A)      | Вид вне опасности |

## Вороны, сойки и сороки
Отряд: Воробьинообразные   Семейство: Врановые
| Изображение | Общепринятое название       | Научное название     | Подвид                      | Статус        | Код МСОП          |
| ----------- | --------------------------- | -------------------- | --------------------------- | ------------- | ----------------- |
|             | Большеклювая ворона         | Corvus macrorhynchos |                             | Оседлая птица | Вид вне опасности |
|             | Блестящий ворон             | Corvus splendens     | Corvus splendens protegatus | Оседлая птица | Вид вне опасности |
|             | Цейлонская лазоревая сорока | Urocissa ornata      |                             | Эндемик       | Уязвимый вид      |

## Мухоловки-феи
Отряд: Воробьинообразные   Семейство: Стеностировые
| Изображение | Общепринятое название             | Научное название       | Подвид                             | Статус | Код МСОП          |
| ----------- | --------------------------------- | ---------------------- | ---------------------------------- | ------ | ----------------- |
|             | Сероголовая канареечная мухоловка | Culicicapa ceylonensis | Culicicapa ceylonensis ceylonensis |        | Вид вне опасности |

## Синицы
Отряд: Воробьинообразные   Семейство: Синицевые
| Изображение | Общепринятое название | Научное название | Подвид                     | Статус        | Код МСОП          |
| ----------- | --------------------- | ---------------- | -------------------------- | ------------- | ----------------- |
|             | Серая синица          | Parus cinereus   | Parus cinereus mahrattarum | Оседлая птица | Вид вне опасности |

## Жаворонки
Отряд: Воробьинообразные   Семейство: Жаворонковые
| Изображение | Общепринятое название             | Научное название    | Подвид                          | Статус | Код МСОП          |
| ----------- | --------------------------------- | ------------------- | ------------------------------- | ------ | ----------------- |
|             | Индийский жаворонок               | Alauda gulgula      | Alauda gulgula gulgula          |        | Вид вне опасности |
|             | Серошапочный воробьиный жаворонок | Eremopterix griseus | Eremopterix griseus ceylonensis |        | Вид вне опасности |
|             |                                   | Mirafra affinis     |                                 |        | Вид вне опасности |

## Цистиколы и родственные виды
Отряд: Воробьинообразные   Семейство: Цистиколовые
| Изображение | Общепринятое название  | Научное название    | Подвид                                                           | Статус        | Код МСОП          |
| ----------- | ---------------------- | ------------------- | ---------------------------------------------------------------- | ------------- | ----------------- |
|             | Веерохвостая цистикола | Cisticola juncidis  | Cisticola juncidis cursitans                                     |               | Вид вне опасности |
|             | Краснолобая портниха   | Orthotomus sutorius | • Orthotomus sutorius fernandonis • Orthotomus sutorius sutorius | Оседлая птица | Вид вне опасности |
|             | Пепельная приния       | Prinia hodgsonii    | Prinia hodgsonii pectoralis                                      |               | Вид вне опасности |
|             | Буроголовая приния     | Prinia inornata     |                                                                  |               | Вид вне опасности |
|             | Рыжая приния           | Prinia rufescens    |                                                                  | (A)           | Вид вне опасности |
|             | Рыжебрюхая приния      | Prinia socialis     | Prinia socialis brevicauda                                       |               | Вид вне опасности |
|             | Джунглевая приния      | Prinia sylvatica    |                                                                  |               | Вид вне опасности |

## Камышовки и родственные виды
Отряд: Воробьинообразные   Семейство: Камышовковые
| Изображение | Общепринятое название   | Научное название          | Подвид                               | Статус        | Код МСОП          |
| ----------- | ----------------------- | ------------------------- | ------------------------------------ | ------------- | ----------------- |
|             | Пёстроголовая камышовка | Acrocephalus bistrigiceps |                                      | (A)           | Вид вне опасности |
|             | Садовая камышовка       | Acrocephalus dumetorum    |                                      | Оседлая птица | Вид вне опасности |
|             | Туркестанская камышовка | Acrocephalus stentoreus   | Acrocephalus stentoreus meridionalis |               | Вид вне опасности |
|             | Северная бормотушка     | Iduna caligata            |                                      | (A)           | Вид вне опасности |
|             | Южная бормотушка        | Iduna rama                |                                      | (A)           | Вид вне опасности |

## Сверчки и родственные виды
Отряд: Воробьинообразные   Семейство: Сверчковые
| Изображение | Общепринятое название                | Научное название      | Подвид | Статус  | Код МСОП                           |
| ----------- | ------------------------------------ | --------------------- | ------ | ------- | ---------------------------------- |
|             | Цейлонская пестрогрудка              | Elaphrornis palliseri |        | Эндемик | Вид, близкий к уязвимому положению |
|             | Певчий сверчок                       | Helopsaltes certhiola |        |         | Вид вне опасности                  |
|             | Пятнистый сверчок                    | Locustella lanceolata |        | (A)     | Вид вне опасности                  |
|             | Обыкновенный сверчок                 | Locustella naevia     |        | (A)     | Вид вне опасности                  |
|             | Длинноклювая плоскохвостая камышовка | Schoenicola platyurus |        | (A)     | Уязвимый вид                       |

## Ласточки
Отряд: Воробьинообразные   Семейство: Ласточковые
| Изображение | Общепринятое название          | Научное название        | Подвид                   | Статус  | Код МСОП          |
| ----------- | ------------------------------ | ----------------------- | ------------------------ | ------- | ----------------- |
|             | Рыжепоясничная ласточка        | Cecropis daurica        |                          |         | Вид вне опасности |
|             |                                | Cecropis hyperythra     |                          | Эндемик | Вид вне опасности |
|             | Городская ласточка             | Delichon urbicum        |                          | (A)     | Вид вне опасности |
|             |                                | Hirundo domicola        |                          |         | Вид вне опасности |
|             | Деревенская ласточка           | Hirundo rustica         | Hirundo rustica rustica  |         | Вид вне опасности |
|             | Нитехвостая ласточка           | Hirundo smithii         | Hirundo smithii filifera | (A)     | Вид вне опасности |
|             | Индийская горная ласточка      | Petrochelidon fluvicola |                          | (A)     | Вид вне опасности |
|             | Одноцветная скалистая ласточка | Ptyonoprogne concolor   |                          | (A)     | Вид вне опасности |
|             | Африканская скалистая ласточка | Ptyonoprogne fuligula   |                          | (A)     | Вид вне опасности |
|             | Бледная береговушка            | Riparia diluta          |                          | (A)     | Вид вне опасности |
|             | Береговушка                    | Riparia riparia         |                          |         | Вид вне опасности |

## Бюльбюли
Отряд: Воробьинообразные   Семейство: Бюльбюлевые
| Изображение | Общепринятое название           | Научное название          | Подвид                         | Статус        | Код МСОП                           |
| ----------- | ------------------------------- | ------------------------- | ------------------------------ | ------------- | ---------------------------------- |
|             | Желтобровый восточный бюльбюль  | Acritillas indica         | Acritillas indica guglielmi    |               | Вид вне опасности                  |
|             |                                 | Hypsipetes ganeesa        | Hypsipetes ganeesa humii       |               | Вид вне опасности                  |
|             | Розовобрюхий настоящий бюльбюль | Pycnonotus cafer          | Pycnonotus cafer haemorrhousus | Оседлая птица | Вид вне опасности                  |
|             | Белобровый настоящий бюльбюль   | Pycnonotus luteolus       | Pycnonotus luteolus insulae    |               | Вид вне опасности                  |
|             | Золотогрудый настоящий бюльбюль | Pycnonotus melanicterus   |                                | Эндемик       | Вид вне опасности                  |
|             | Желтоухий настоящий бюльбюль    | Pycnonotus pennicilitatus |                                | Эндемик       | Вид, близкий к уязвимому положению |

## Пеночки
Отряд: Воробьинообразные   Семейство: Пеночковые
| Изображение | Общепринятое название          | Научное название          | Подвид | Статус | Код МСОП          |
| ----------- | ------------------------------ | ------------------------- | ------ | ------ | ----------------- |
|             | Бурая пеночка                  | Phylloscopus fuscatus     |        | (A)    | Вид вне опасности |
|             | Длинноклювая пеночка           | Phylloscopus magnirostris |        |        | Вид вне опасности |
|             | Желтобрюхая пеночка            | Phylloscopus nitidus      |        |        | Вид вне опасности |
|             | Зелёная пеночка                | Phylloscopus trochiloides |        | (A)    | Вид вне опасности |
|             | Золотоглазая расписная пеночка | Seicercus burkii          |        | (A)    | Вид вне опасности |

## Короткокрылые камышовки
Отряд: Воробьинообразные   Семейство: Короткокрылые камышовки
| Изображение | Общепринятое название               | Научное название     | Подвид | Статус | Код МСОП          |
| ----------- | ----------------------------------- | -------------------- | ------ | ------ | ----------------- |
|             | Бледноногая короткокрылая камышевка | Urosphena pallidipes |        | (A)    | Вид вне опасности |

## Славки и родственные виды
Отряд: Воробьинообразные   Семейство: Славковые
| Изображение | Общепринятое название | Научное название  | Подвид                | Статус        | Код МСОП          |
| ----------- | --------------------- | ----------------- | --------------------- | ------------- | ----------------- |
|             | Золотоглазая тимелия  | Chrysomma sinense |                       | Оседлая птица | Вид вне опасности |
|             | Славка-завирушка      | Sylvia curruca    | Sylvia curruca blythi | Оседлая птица | Вид вне опасности |

## Белоглазки и родственные виды
Отряд: Воробьинообразные   Семейство: Белоглазковые
| Изображение | Общепринятое название | Научное название      | Подвид | Статус        | Код МСОП          |
| ----------- | --------------------- | --------------------- | ------ | ------------- | ----------------- |
|             | Цейлонская белоглазка | Zosterops ceylonensis |        | Эндемик       | Вид вне опасности |
|             | Восточная белоглазка  | Zosterops palpebrosus |        | Оседлая птица | Вид вне опасности |

## Тимелии и родственные виды
Отряд: Воробьинообразные   Семейство: Тимелиевые
| Изображение | Общепринятое название | Научное название       | Подвид                                                           | Статус  | Код МСОП          |
| ----------- | --------------------- | ---------------------- | ---------------------------------------------------------------- | ------- | ----------------- |
|             | Думеция               | Dumetia hyperythra     | Dumetia hyperythra phillipsi                                     | Эндемик | Вид вне опасности |
|             |                       | Pomatorhinus melanurus |                                                                  | Эндемик | Вид вне опасности |
|             | Черноголовый бабблер  | Rhopocichla atriceps   | • Rhopocichla atriceps siccata • Rhopocichla atriceps nigrifrons |         | Вид вне опасности |

## Земляные тимелии и родственные виды
Отряд: Воробьинообразные   Семейство: Земляные тимелии
| Изображение | Общепринятое название         | Научное название         | Подвид | Статус  | Код МСОП          |
| ----------- | ----------------------------- | ------------------------ | ------ | ------- | ----------------- |
|             | Бурошапочная земляная тимелия | Pellorneum fuscocapillus |        | Эндемик | Вид вне опасности |

## Комичные тимелии и родственные виды
Отряд: Воробьинообразные   Семейство: Комичные тимелии
| Изображение | Общепринятое название         | Научное название      | Подвид                       | Статус        | Код МСОП                           |
| ----------- | ----------------------------- | --------------------- | ---------------------------- | ------------- | ---------------------------------- |
|             | Серолобая кустарница          | Garrulax cinereifrons |                              | Эндемик       | Уязвимый вид                       |
|             | Желтоклювая дроздовая тимелия | Turdoides affinis     | Turdoides affinis taprobanus | Оседлая птица | Вид вне опасности                  |
|             | Цейлонская дроздовая тимелия  | Turdoides rufescens   |                              | Эндемик       | Вид, близкий к уязвимому положению |

## Поползни
Отряд: Воробьинообразные   Семейство: Поползневые
| Изображение | Общепринятое название | Научное название | Подвид | Статус        | Код МСОП          |
| ----------- | --------------------- | ---------------- | ------ | ------------- | ----------------- |
|             | Чернолобый поползень  | Sitta frontalis  |        | Оседлая птица | Вид вне опасности |

## Скворцы
Отряд: Воробьинообразные   Семейство: Скворцовые
| Изображение | Общепринятое название      | Научное название      | Подвид                                                              | Статус        | Код МСОП                           |
| ----------- | -------------------------- | --------------------- | ------------------------------------------------------------------- | ------------- | ---------------------------------- |
|             | Обыкновенная майна         | Acridotheres tristis  | • Acridotheres tristis tristis • Acridotheres tristis melanosternus | Оседлая птица | Вид вне опасности                  |
|             |                            | Gracula indica        |                                                                     | Оседлая птица | Вид вне опасности                  |
|             | Цейлонская священная майна | Gracula ptilogenys    |                                                                     | Эндемик       | Вид, близкий к уязвимому положению |
|             | Малый скворец              | Sturnia sturnina      |                                                                     | (A)           | Вид вне опасности                  |
|             | Цейлонский скворец         | Sturnus albofrontatus |                                                                     | Эндемик       | Уязвимый вид                       |
|             | Пегий скворец              | Sturnus contra        |                                                                     | (A)           | Вид вне опасности                  |
|             | Сероголовый скворец        | Sturnus malabaricus   | Sturnus malabaricus malabaricus                                     | (A)           | Вид вне опасности                  |
|             | Браминский скворец         | Sturnus pagodarum     |                                                                     |               | Вид вне опасности                  |
|             | Розовый скворец            | Sturnus roseus        |                                                                     |               | Вид вне опасности                  |

## Дрозды и родственные виды
Отряд: Воробьинообразные   Семейство: Дроздовые
| Изображение | Общепринятое название          | Научное название    | Подвид                     | Статус        | Код МСОП                           |
| ----------- | ------------------------------ | ------------------- | -------------------------- | ------------- | ---------------------------------- |
|             | Оливковый дрозд                | Turdus obscurus     |                            | (A)           | Вид вне опасности                  |
|             |                                | Turdus simillimus   | Turdus simillimus kinnisii | Оседлая птица | Вид вне опасности                  |
|             | Оранжевоголовый земляной дрозд | Zoothera citrina    | Zoothera citrina citrina   |               | Вид вне опасности                  |
|             | Пёстрый дрозд                  | Zoothera dauma      | Zoothera dauma imbricata   | Эндемик       | Вид, близкий к уязвимому положению |
|             | Цейлонский земляной дрозд      | Zoothera spiloptera |                            | Эндемик       | Вид, близкий к уязвимому положению |
|             | Пегий земляной дрозд           | Zoothera wardii     |                            |               | Вид вне опасности                  |

## Мухоловки Старого Света
Отряд: Воробьинообразные   Семейство: Мухоловковые
| Изображение | Общепринятое название                | Научное название        | Подвид                             | Статус        | Код МСОП                           |
| ----------- | ------------------------------------ | ----------------------- | ---------------------------------- | ------------- | ---------------------------------- |
|             | Тугайный соловей                     | Cercotrichas galactotes |                                    | (A)           | Вид вне опасности                  |
|             | Белопоясничный шама-дрозд            | Copsychus malabaricus   | Copsychus malabaricus leggei       | Оседлая птица | Вид вне опасности                  |
|             | Сорочий шама-дрозд                   | Copsychus saularis      | Copsychus saularis saularis        | Оседлая птица | Вид вне опасности                  |
|             | Синяя мухоловка                      | Cyanoptila cyanomelana  |                                    | (A)           | Вид вне опасности                  |
|             | Горная голубая мухоловка-циорнис     | Cyornis banyumas        |                                    | (A)           | Вид вне опасности                  |
|             | Белобрюхая голубая мухоловка-циорнис | Cyornis pallipes        |                                    | (A)           | Вид вне опасности                  |
|             | Голубогорлая мухоловка-циорнис       | Cyornis rubeculoides    |                                    |               | Вид вне опасности                  |
|             | Голубая мухоловка-циорнис Тикеля     | Cyornis tickelliae      |                                    |               | Вид вне опасности                  |
|             | Однотонная лазурная мухоловка        | Eumyias sordidus        |                                    | Эндемик       | Вид, близкий к уязвимому положению |
|             | Чёрно-рыжая мухоловка                | Ficedula nigrorufa      |                                    | (A)           | Вид, близкий к уязвимому положению |
|             | Малая мухоловка                      | Ficedula parva          |                                    | (A)           | Вид вне опасности                  |
|             |                                      | Ficedula subrubra       |                                    |               | Уязвимый вид                       |
|             | Трёхцветная мухоловка                | Ficedula tricolor       |                                    | (A)           | Вид вне опасности                  |
|             | Желтоспинная мухоловка               | Ficedula zanthopygia    |                                    | (A)           | Вид вне опасности                  |
|             | Индийский соловей                    | Luscinia brunnea        |                                    | Кочующий      | Вид вне опасности                  |
|             | Варакушка                            | Luscinia svecica        |                                    | (A)           | Вид вне опасности                  |
|             | Пёстрый каменный дрозд               | Monticola saxatilis     |                                    | (A)           | Вид вне опасности                  |
|             | Синий каменный дрозд                 | Monticola solitarius    |                                    |               | Вид вне опасности                  |
|             | Ширококлювая мухоловка               | Muscicapa dauurica      |                                    |               | Вид вне опасности                  |
|             | Бамбуковая мухоловка                 | Muscicapa muttui        |                                    |               | Вид вне опасности                  |
|             | Серая мухоловка                      | Muscicapa striata       |                                    | (A)           | Вид вне опасности                  |
|             |                                      | Myophonus blighi        |                                    | Эндемик       | Вымирающий вид                     |
|             | Пустынная каменка                    | Oenanthe deserti        |                                    | (A)           | Вид вне опасности                  |
|             | Каменка-плясунья                     | Oenanthe isabellina     |                                    | (A)           | Вид вне опасности                  |
|             | Каменка-плешанка                     | Oenanthe pleschanka     |                                    | (A)           | Вид вне опасности                  |
|             | Чёрный чекан                         | Saxicola caprata        |                                    |               | Вид вне опасности                  |
|             | Сибирский черноголовый чекан         | Saxicola maura          |                                    | (A)           |                                    |
|             | Луговой чекан                        | Saxicola rubetra        |                                    | (A)           | Вид вне опасности                  |
|             | Индийский чекан                      | Saxicoloides fulicatus  | Saxicoloides fulicatus leucopterus | Оседлая птица | Вид вне опасности                  |

## Цветоеды
Отряд: Воробьинообразные   Семейство: Цветоедовые
| Изображение | Общепринятое название | Научное название        | Подвид                             | Статус        | Код МСОП                           |
| ----------- | --------------------- | ----------------------- | ---------------------------------- | ------------- | ---------------------------------- |
|             | Толстоклювый цветоед  | Dicaeum agile           | Dicaeum agile zeylonense           | Оседлая птица | Вид вне опасности                  |
|             | Красноклювый цветоед  | Dicaeum erythrorhynchos | Dicaeum erythrorhynchos ceylonense | Оседлая птица | Вид вне опасности                  |
|             | Белогорлый цветоед    | Dicaeum vincens         |                                    | Эндемик       | Вид, близкий к уязвимому положению |

## Нектарницы
Отряд: Воробьинообразные   Семейство: Nectariniidae
| Изображение | Общепринятое название    | Научное название    | Подвид                        | Статус        | Код МСОП          |
| ----------- | ------------------------ | ------------------- | ----------------------------- | ------------- | ----------------- |
|             | Пурпуровая нектарница    | Cinnyris asiaticus  | Cinnyris asiaticus asiaticus  | Оседлая птица | Вид вне опасности |
|             | Кустарниковая нектарница | Cinnyris lotenius   |                               | Оседлая птица | Вид вне опасности |
|             | Карликовая нектарница    | Leptocoma minima    |                               | (A)           | Вид вне опасности |
|             | Лимонная нектарница      | Leptocoma zeylonica | Leptocoma zeylonica zeylonica | Оседлая птица | Вид вне опасности |

## Ирены
Отряд: Воробьинообразные   Семейство: Иреновые
| Изображение | Общепринятое название | Научное название | Подвид | Статус | Код МСОП          |
| ----------- | --------------------- | ---------------- | ------ | ------ | ----------------- |
|             | Голубая ирена         | Irena puella     |        | (A)    | Вид вне опасности |

## Листовки
Отряд: Воробьинообразные   Семейство: Листовковые
| Изображение | Общепринятое название   | Научное название     | Подвид | Статус        | Код МСОП          |
| ----------- | ----------------------- | -------------------- | ------ | ------------- | ----------------- |
|             | Золотистолобая листовка | Chloropsis aurifrons |        | Оседлая птица | Вид вне опасности |
|             | Chloropsis jerdoni      | Chloropsis jerdoni   |        | Оседлая птица | Вид вне опасности |

## Ткачи и родственные виды
Отряд: Воробьинообразные   Семейство: Ткачиковые
| Изображение | Общепринятое название | Научное название    | Подвид | Статус | Код МСОП          |
| ----------- | --------------------- | ------------------- | ------ | ------ | ----------------- |
|             | Маньярский ткач       | Ploceus manyar      |        |        | Вид вне опасности |
|             | Ткач-байя             | Ploceus philippinus |        |        | Вид вне опасности |

## Вьюрковые ткачики и родственные виды
Отряд: Воробьинообразные   Семейство: Вьюрковые ткачики
| Изображение | Общепринятое название          | Научное название     | Подвид                         | Статус | Код МСОП          |
| ----------- | ------------------------------ | -------------------- | ------------------------------ | ------ | ----------------- |
|             | Восточная черноголовая муния   | Lonchura atricapilla |                                | (A)    | Вид вне опасности |
|             | Златопоясничная амадина        | Lonchura kelaarti    | Lonchura kelaarti kelaarti     |        | Вид вне опасности |
|             | Малабарская амадина            | Lonchura malabarica  |                                |        | Вид вне опасности |
|             | Черноголовая муния             | Lonchura malacca     |                                |        | Вид вне опасности |
|             | Рисовка                        | Lonchura oryzivora   |                                | (A)    | Вымирающий вид    |
|             | Чешуйчатогрудая амадина        | Lonchura punctulata  | Lonchura punctulata punctulata |        | Вид вне опасности |
|             | Острохвостая бронзовая амадина | Lonchura striata     | Lonchura striata striata       |        | Вид вне опасности |

## Воробьи Старого Света
Отряд: Воробьинообразные   Семейство: Воробьиные
| Изображение | Общепринятое название      | Научное название      | Подвид                    | Статус        | Код МСОП          |
| ----------- | -------------------------- | --------------------- | ------------------------- | ------------- | ----------------- |
|             | Домовый воробей            | Passer domesticus     | Passer domesticus indicus | Оседлая птица | Вид вне опасности |
|             | Индийский каменный воробей | Petronia xanthocollis |                           | (A)           | Вид вне опасности |

## Трясогузки и коньки
Отряд: Воробьинообразные   Семейство: Трясогузковые
| Изображение | Общепринятое название   | Научное название          | Подвид                    | Статус | Код МСОП          |
| ----------- | ----------------------- | ------------------------- | ------------------------- | ------ | ----------------- |
|             | Полевой конёк           | Anthus campestris         |                           | (A)    | Вид вне опасности |
|             | Краснозобый конёк       | Anthus cervinus           |                           | (A)    | Вид вне опасности |
|             | Конёк Годлевского       | Anthus godlewskii         |                           |        | Вид вне опасности |
|             | Пятнистый конёк         | Anthus hodgsoni           |                           | (A)    | Вид вне опасности |
|             | Степной конёк           | Anthus richardi           |                           |        | Вид вне опасности |
|             |                         | Anthus rufulus            | Anthus rufulus malayensis |        | Вид вне опасности |
|             | Древесная трясогузка    | Dendronanthus indicus     |                           |        | Вид вне опасности |
|             | Белая трясогузка        | Motacilla alba            |                           |        | Вид вне опасности |
|             | Горная трясогузка       | Motacilla cinerea         |                           |        | Вид вне опасности |
|             | Желтоголовая трясогузка | Motacilla citreola        |                           | (A)    | Вид вне опасности |
|             | Жёлтая трясогузка       | Motacilla flava           | Motacilla flava beema     |        | Вид вне опасности |
|             | Белобровая трясогузка   | Motacilla maderaspatensis |                           | (A)    | Вид вне опасности |
|             |                         | Motacilla tschutschensis  |                           | (A)    | Вид вне опасности |

## Зяблики и родственные виды
Отряд: Воробьинообразные   Семейство: Вьюрковые
| Изображение | Общепринятое название | Научное название      | Подвид | Статус | Код МСОП          |
| ----------- | --------------------- | --------------------- | ------ | ------ | ----------------- |
|             | Обыкновенная чечевица | Carpodacus erythrinus |        | (A)    | Вид вне опасности |

## Овсянки Старого Света
Отряд: Воробьинообразные   Семейство: Овсянковые
| Изображение | Общепринятое название | Научное название       | Подвид | Статус | Код МСОП          |
| ----------- | --------------------- | ---------------------- | ------ | ------ | ----------------- |
|             | Жёлчная овсянка       | Emberiza bruniceps     |        | (A)    | Вид вне опасности |
|             | Каменная овсянка      | Emberiza buchanani     |        | (A)    | Вид вне опасности |
|             | Черноголовая овсянка  | Emberiza melanocephala |        | (A)    | Вид вне опасности |